# Фіджійська гінді
Фіджійська гінді та фіджійська гіндустані — мова, яка побутує на о.Фіджі серед переселенців з Індії (індо-фіджійців), які зараз складають бл. 50 % населення країни, майже не змішуючись з корінним населенням. Походить від діалектів авадхі і бходжпурі мови гінді, містить запозичені слова з інших індійських мов, фіджійської мови та англійської мови.

## Історія
Наприкінці XIX-початку XX ст. на Фіджі прибуло багато індійських наймитів, в основному з регіонів Уттар-Прадеш і Біхар. Вони говорили на цілому ряді місцевих близькоспоріднених мов і діалектів, серед яких переважав гінді:
| Мова / діалект    | Кількість | Відсоток |
| ----------------- | --------- | -------- |
| Біхарі            | 17,868    | 39.3 %   |
| Східна гінді      | 16,871    | 37.1 %   |
| Західна гінді     | 6,903     | 15.2 %   |
| Раджастхані       | 1,111     | 2.4 %    |
| Інші мови         | 1,546     | 3.4 %    |
| Заморські колонії | 640       | 1.4 %    |
| Невідомо          | 500       | 1.1 %    |
| ВСЬОГО            | 45,439    | 100 %    |

Діти говорили змішаною мовою, слова діалектів взаємно проникали в мову індійських мігрантів.
Пізніше прибуло близько 15000 наймитів з Південної Індії — в основному носії тамільської, телугу і малаялам. До того часу фіджійська гінді вже відбулася як «лінгва франка» індусів-мігрантів на Фіджі, і новоприбулим мігрантам з Південної Індії довелося освоювати цю мову. Після того, як батрацтво припинилося, на Фіджі як вільнонаймані працівники прибули носії мов гуджараті і панджабі.
В даний час лише деякі жителі Фіджі індійського походження говорять тамільською, телугу і гуджараті — більшість спілкуються фіджійською гінді. Спочатку фіджійська гінді користувалася алфавітом деванагарі, але пізніше все більшого поширення набуває латиниця.
Фіджійську гінді також розуміють аборигени в районах, де більшість населення становлять індійські мігранти. У результаті політичних заворушень на Фіджі в 1980-х — 1990-х рр., коли зіткнулися інтереси аборигенів і економічно впливовіших індійських мігрантів, частина останніх переїхала за кордон.
Великі діаспори носіїв мови існують в Австралії, Новій Зеландії, США та Канаді. Парадоксом є те, що фіджійська гінді не входить до складу 3-х офіційних мов Фіджі — замість нього ця роль офіційно закріплена за гіндустані.
Фіджійська гінді не використовується в освіті чи релігійних церемоніях, однак, попри це, користується широким розповсюдженням. Фіджійською гінді пишуть ряд письменників.

## Фонологія
В основному збігається з фонологією гінді, однак є ряд важливих відмінностей.
Як у бходжпурі, ряді сільських діалектів Біхару чи східного Уттар-Прадешу, приголосний «sh» замінено на «s» (наприклад, saadi замість shaadi), а «v» замінено на «b» (наприклад, bides замість videsh). Є також тенденція ігнорувати різницю між приголосними «ph» і «f» (наприклад, fal замість phal), між «j» і «z» (фідж. гінді jamiin замість zamiin). Приголосний «n» відповідає у фіджійській гінді відразу трьом носовим приголосним гінді — «ṅ», «ñ» і «ṇ».

## Морфологія

### Дієслово

#### Етимологія дієслівних форм
На дієслівні форми фіджійського гінді вплинули кілька діалектів гінді. Перша і друга особа дієслів у фіджійській гінді збігаються, граматичний рід не розрізняється, граматичне число розрізняється тільки в минулому часі третьої особи.
Суфікси першої та другої особи недоконаного виду -taa, -at походять з авадхі, а суфікс недоконаного виду третьої особи -e з бходжпурі. Суфікси третьої особи доконаного виду перехідних дієслів -is і -in також походять з авадхі.
Суфікс третьої особи категоричного майбутнього -ii є в авадхі і бходжпурі. Вплив урду, широко розповсюдженого в містах Східної Індії наприкінці XIX століття, виявляється в суфіксі доконаного виду 1 і 2 осіб -aa, а також у суфіксі майбутнього часу 1 і 2 осіб -ega.
Суфікс імперативу -o походить з діалекту магадхі, поширеного в районах Гая і Патна Північної Індії. У той же час, в фіджійській гінді з'явився власний ввічливий суфікс імперативу -naa. Суфікс -be з бходжпурі використовується в емфатичних конструкціях.
Ще один суфікс, -it, походить з авадхі, але в наш час[коли?] виходить з ужитку.

## Лексика

### Запозичення з фіджійської мови
Фіджійські індійці використовують ряд запозичень з фіджійської мови, в основному для явищ, відсутніх в Індії — більшість найменувань риб, місцевих рослин, наприклад, kanade (барбуля (риба)), kumala (солодка картопля).
Ще кілька прикладів:
| Фіджійська гінді (латиниця) | Фіджійська гінді (деванаґарі) | Фіджійська мову | Значення                                               |
| --------------------------- | ----------------------------- | --------------- | ------------------------------------------------------ |
| nangona                     | नंगोना                           | yagona          | кава                                                   |
| tabale                      | तबाले                           | tavale          | дружина брата                                          |
| bilo                        | बिलो                            | bilo            | посудина зі шкаралупи кокосового горіха для пиття кави |

### Запозичення з англійської мови
Вимова запозичених англійських слів змінилася з адаптацією до місцевої вимови. Наприклад, hutel відповідає англійському hotel. Значення деяких слів змінилося: tichaa означає не взагалі вчителя (англ. teacher), а жінку-вчительку.
Деякі слова утворені в фіджійській гінді з англійських коренів: наприклад, kantaap означає верхівку тростини (cane-top).

### Семантичні зрушення в порівнянні з гінді
Значення багатьох слів, що походять з гіндустані, змінилося у фіджійській гінді. Нижче наведено кілька прикладів:
| фіджійська гінді | Значення              | Значення прототипу з гіндустані                      |
| ---------------- | --------------------- | ---------------------------------------------------- |
| bigha            | акр                   | 1бігха= 1600 кв. ярдів або 0,1338 га або 0,3306 акра |
| Bimbaiyaa        | гуджараті             | з Бомбея (Мумбаї)                                    |
| fokatiyaa        | даремний              | банкрут                                              |
| daabe            | повінь                | затоплення                                           |
| bakera           | краб                  | фіджійський краб (КЕКВ)                              |
| jhaap            | сарай                 | тимчасовий сарай                                     |
| jaati            | корінний фіджієць     | раса                                                 |
| juluum           | гарний                | тиранія, труднощі                                    |
| kal              | вчора                 | вчора або завтра (не сьогодні)                       |
| kamaanii         | шпажка (для креветок) | дріт, весна                                          |
| Mandaraaji       | південно-індійський   | «З Мадраса або Таміл Наду»                           |
| palla            | двері                 | віконниця                                            |
| Panjabi          | сикх                  | корінний житель Пенджабу, незалежно від релігії      |

### Числівники
Система числівників фіджійського гінді істотно спростилася в порівнянні з гінді, де утворення ряду числівників нерегулярне. Для числівників менше 10 використовуються слова з гінді з легкою відзнакою у вимові, а для числівників від 10 до 19 використовуються англійські слова (хоча фіджі-індійці старшого покоління ще вміють рахувати від 10 до 19 на гінді).
Слово «два» на стандартному гінді звучить do (दो), а на фіджійській гінді dui (दुइ). «Шість» на стандартному гінді chhah (छह), а на фіджійській гінді chhe (छे).
Якщо в гіндустані числівники від 20 до 39 утворюються нерегулярно, то в фіджійській гінді метод їх утворення спрощений: назва відповідного десятка, сполучник «і» і назва числа від 1 до 9.
| Числівник | Гінді (деванагарі) | Гінді (транслітерація) | Фіджійська гінді |
| --------- | ------------------ | ---------------------- | ---------------- |
| 21        | इक्कीस               | ikkiis                 | bis aur ek       |
| 22        | बाईस                | baaiis                 | bis aur dui      |
| 23        | तेईस                | teiis                  | bis aur teen     |
| 31        | इकत्तीस              | ikatiis                | tiis aur ek      |
| 32        | बत्तीस               | battiis                | tiis aur dui     |
| 33        | तैंतीस                | taintiis               | tiis aur teen    |
| 37        | सैंतीस                | saintiis               | tiis aur saat    |
| 41        | इकतालीस              | ekatalis               | chaalis aur ek   |
| 42        | बयालीस               | bayaalis               | chaalis aur dui  |
| 43        | तैंतालीस               | taintaalis             | chaalis aur teen |